# Kendé
Kendé is een gemeente (commune) in de regio Mopti in Mali. De gemeente telt 3700 inwoners (2009).